# Кантоний Юст
Кантоний Юст или Катоний Юст (на латински: Cantonius Iustus; Catonius Justus) е преториански префект на Римската империя.
По времето на император Клавдий той става командир на преторианската гвардия от 41 до 43 г. заедно с Руфрий Полион. Сменени са от Руфрий Криспин.